# O Guds Lamm (Joseph Pothier)
O Guds Lamm är skriven 1905 av Joseph Pothier och är ett moment i den kristna mässan som heter Agnus Dei.

## Publicerad i
- Den svenska kyrkohandboken 1986 under O Guds Lamm.